# Hartmut Reich
Hartmut Reich (* 5. července 1956 Apolda) je bývalý východoněmecký zápasník, volnostylař. V roce 1980 na olympijských hrách v Moskvě vybojoval ve volném stylu v kategorii do 52 kg osmé místo. V roce 1982 vybojoval zlato, v roce 1978 a 1981 stříbro a v roce 1979 bronz na mistrovství světa. V roce 1977 a 1981 vybojoval zlato, v roce 1979 stříbro a v roce 1976 bronz na mistrovství Evropy.